# Атентат в Народната скупщина
Атентатът в Народната скпущина (на сърбохърватски: Атентат у Народној скупштини) е атентат, извършен на 20 юни 1928 година по време на заседание на Народната скупщина в Белград, столицата на Кралството на сърби, хървати и словенци.
Атентатът е кулминация на бурни парламентарни дебати между сръбски и хърватски предстватели, в разгара на които черногорецът Пуниша Рачич започва да стреля с пистолет по депутати на Хърватската селска партия, като убива на място Павле Радич и Джуро Басаричек, смъртно ранява лидера на партията Степан Радич и ранява също Иван Пернар и Иван Гранджа. Убийствата предизвикват силна обществена реакция и засилват призивите за независимост на Хърватия, в резултат на което в началото на следващата година Видовденската конституция е суспендирана и е установена Шестоянуарската диктатура, а в Хърватия е създадено националистическото движение „Усташа“.